# Paul El Hadidji
Paul El Hadidji (appelé aussi Marcel Hadidji) est un footballeur français né le 14 mai 1918 à Marseille et mort le 14 décembre 2007 à Cassis. Il évolue au poste de défenseur.

## Biographie
Paul El Hadidji joue en catégories de jeunes à l'Harmonie Sport Aubagne jusqu'en 1931 quand il rejoint les jeunes puis la réserve de l'Olympique de Marseille. Il connaît ensuite une série de prêts jusqu'en 1942 : au FC Antibes de 1936 à 1937, à l'AS Cannes de 1938 à 1939, à l'AS Saint-Étienne de 1939 à 1940 et au FC Grenoble de 1941 à 1942. Durant cette période, il ne joue en équipe première de l'OM que pour deux matchs lors des saisons 1937-1938 et 1940-1941.
Il est transféré définitivement au FC Grenoble en 1942 et joue pour l'équipe fédérale Grenoble-Dauphiné de 1943 à 1944. Il évolue ensuite à l'AS Saint-Étienne de 1944 à 1945 avant de retourner dans son club formateur de l'Olympique de Marseille. Il y termine sa carrière en 1948 sur un titre de champion de France.

## Palmarès
- Olympique de Marseille :
  - Champion de France en 1948
  - Vice-champion de France en 1938